# 1929年大西洋飓风季
1929年大西洋飓风季的活跃度很低，一共只形成五个热带气旋，其中三个增强成飓风，一个达到大型飓风标准，即达到现代萨菲尔-辛普森飓风等级的三级飓风或以上强度。全季首场风暴于6月27日在墨西哥湾成型，次日成为飓风后吹袭德克萨斯州，在大面积地区产生狂风，共造成三人死亡，经济损失保守估计为67.5万美元。
第二场风暴人称巴哈马飓风，在小安的列斯群岛北面形成，最大持续风速高达每小时250公里，最低气压924毫巴（百帕，27.3英寸汞柱），达到萨菲尔-辛普森飓风等级下的四级飓风上限，是全季最强烈的热带气旋。风暴以最高强度经过巴哈马，再经小幅减弱后袭击佛罗里达州，共夺走59条人命，经济损失至少236万美元。之后形成的三个气旋都没有影响陆地，最后一个于10月22日转变成温带气旋。气象学界此前八十年里一直认为本季只有四个热带气旋，但经2010年的重新分析后认定最后一场风暴实际上是两个气旋。
这年飓风季的活跃程度还经累积气旋能量指数反映出来，数值为48。大致来说，气旋能量指数通过飓风强度和持续时间计算，强度越高、持续时间越长的风暴，其指数也相应越高。

## 风暴

### 第一号飓风
墨西哥湾的气压连续多天低于正常水平后，“切斯特·斯旺号”（Chester O. Swain）汽船于6月28日在德克萨斯州近海遇到“可能有中等强度”的扰动天气。估计前一天就有热带风暴在墨西哥湾西南部成型。气旋规模异常狭小，直径仅有32公里。风暴以中等速度增强，到6月28日清晨已达飓风强度，然后在德克萨斯州近海达到持续风速每小时150公里的最高强度。气旋从马塔哥达湾（Matagorda Bay）附近登陆后不久，气象部门测得982毫巴（百帕，29英寸汞柱）最低气压。飓风接下来加速向西穿越美国西南部，于6月29日清晨弱化成热带风暴，但约24小时后经过艾尔帕索时依然“相当强劲”。气象机构据此判断气旋在热带风暴强度下一直保持到6月30日清晨。数小时后，风暴在亚利桑那州上空消散。
气旋在德克萨斯州部分地区产生飓风强度狂风，其中包括远离海岸的德威特县内陆小城约克镇（Yorktown）。此外，距海岸尚有95至130公里的比尔县、肯德尔县、克尔县和梅迪纳县风力都达到烈风强度。狂风造成相当严重的破坏，据“保守”估计，损失的农作物价值约为31万美元，建筑、风车，以及供电、电话和电报线路也受到价值36.5万美元的破坏。霍顿县有三人死亡，多人受伤。但若不考虑大风引起的破坏，飓风产生的降水对庄稼和草原都“非常有利”。

### 第二号飓风
9月11日，佛得角附近有东风波发展，于协调世界时9月19日凌晨0点在英属维尔京群岛阿内加达岛东北偏北约480公里海域成为热带低气压。气旋朝正西略偏北面飘移并缓慢增强，于9月22日清晨达到热带风暴强度。当晚，风暴转向西北，再于次日中午左右强化成飓风。9月24日转向西南期间，气旋开始快速增强，于9月25日达到924毫巴（百帕，27.3英寸汞柱）最低气压，据此推算的最高风力时速达250公里。
飓风穿越巴哈马期间于9月25和26日分别吹袭伊柳塞拉岛与安德罗斯岛。9月27日晚，气旋强度回落到三级飓风标准并转向西北。次日下午13点，风暴从佛罗里达州门罗县塔弗尼尔（Tavernier）附近登陆，然后进入墨西哥湾并继续弱化，于9月28日晚减弱成二级飓风，再于逼近美国墨西哥湾沿岸地区期间弱化成一级飓风。10月1日清晨，气旋从佛罗里达州巴拿马市海滩附近登陆。数小时后，飓风减弱成热带风暴，并且不久后就在乔治亚州西南部上空转变成温带气旋。气旋残留继续沿美国东岸向东北方向前进，进入加拿大后最终于10月5日清晨在魁北克上空消散。
飓风在巴哈马产生狂风巨浪，拿骚一家气象站测得时速264公里阵风。该市有456幢房屋被毁，另有640套受损，阿巴科群岛也有19户民宅毁于一旦。安德罗斯岛有63套民房及其他建筑受损或被毁，电报服务也被扰乱。巴哈马有48人丧生。巴哈马和佛罗里达礁岛群各地有许多船只被毁或沉没，佛罗里达礁岛群狂风肆虐，大礁岛（Key Largo）测得时速高达240公里的阵风，但除导致电力和通讯临时中断、渔船进水外基本没有造成破坏。更北面的迈阿密有部分低洼地区被淹，劳德代尔堡出现一场龙卷风，致使一幢四层酒店、一幢铁路办公楼和多间茅屋受损。佛罗里达州西北狭长地带许多码头被风暴潮摧毁，还有大部分牡蛎、渔业仓库及罐头厂受到破坏。整场飓风共在佛罗里达州夺走三条人命，另有八人在海上溺亡，经济损失约为236万美元。

### 第三号热带风暴
据历史天气图显示，9月24日，西北大西洋上空存在东西走向且基本保持静止的锋区，内部还嵌有低气压区。低气压区很快就脱离锋区在水温27°C的洋面行进，发展出闭合环流。次日清晨，百慕大以西近海形成热带低气压，并且当天就增强成热带风暴。9月26日凌晨2点左右，附近船只测得1002毫巴（百帕，29.6英寸汞柱）气压，这也是正式纪录中风暴在热带天气系统阶段的最低气压。四小时后，气旋达到风力时速95公里的最高强度，之后转向北上，于9月27日早上6点在马萨诸塞州南塔克特东南偏南方向约390公里海域转变成温带气旋。温带残留加速向东北移动，最终于9月29日在纽芬兰岛东南偏东洋面逐渐消散。

### 第四号热带风暴
10月15日清晨，亚速尔群岛弗洛雷斯岛西南方向约1005公里海域的低气压区发展成热带风暴。气旋向西南偏西移动并缓慢增强，于10月17日达到最大持续风速每小时110公里的最高强度，几艘船还测得999毫巴（百帕，29.5英寸汞柱）的最低气压。10月18日清晨，风暴转向西北，移动速度开始提升，但次日就在纽芬兰岛开普雷斯（Cape Race）东南偏南约860公里洋面转变成温带气旋。风暴的温带残留继续向东北移动，最终于10月20日在纽芬兰岛东南方向较远处海域逐渐消散。

### 第五号飓风
10月19日中午12点，第四号热带风暴朝南面延伸形成的低压槽在百慕大东南偏东约1430公里洋面发展成热带低气压。气旋向东移动，于次日清晨达到热带风暴强度。10月20日晚，风暴转向东北并加快前进速度，于10月21日中午12点成为飓风。经过进一步强化，气旋达到风力时速130公里、最低气压997毫巴（百帕，29.4英寸汞柱）的最高强度。10月22日早上6点，飓风在纽芬兰岛开普雷斯东南偏南约1070公里海域转变成温带气旋。风暴残留向西北偏北移动，最终于10月23日清晨消散。